# Pokrajina Belluno
Pokrajina Belluno (v italijanskem izvirniku Provincia di Belluno [provìnča di belùno]) je ena od sedmih pokrajin, ki sestavljajo italijansko deželo Benečija. Meji na severu z Avstrijo, na vzhodu z deželo Furlanija - Julijska krajina, na jugu s pokrajinama Treviso in Vicenza ter na zahodu z deželo Trentinsko - Zgornje Poadižje.

## Večje občine
Glavno mesto je Belluno, ostale večje občine so (podatki 31. december 2010):
| Mesto             | Prebivalcev |
| ----------------- | ----------- |
| Belluno           | 36.599      |
| Feltre            | 20.924      |
| Sedico            | 9.928       |
| Ponte nelle Alpi  | 8.533       |
| Santa Giustina    | 6.800       |
| Mel               | 6.304       |
| Cortina d'Ampezzo | 6.097       |

## Naravne zanimivosti
Največje naravno bogastvo pokrajine je gotovo državni park Belunskih Dolomitov (Parco nazionale delle Dolomiti Bellunesi), ki zavzema sledeča zaščitena področja.
- Naravni rezervat Monte Pavione (Riserva naturale Monte Pavione)
- Naravni rezervat Monti del Sole (Riserva naturale Monti del Sole)
- Naravni rezervat Piani Eterni - Errera - Val Falcina (Riserva naturale Piani Eterni - Errera - Val Falcina)
- Naravni rezervat Schiara occidentale (Riserva naturale Schiara occidentale)
- Naravni rezervat Valle Imperina (Riserva naturale Valle Imperina)
- Naravni rezervat Valle Scura (Riserva naturale Valle Scura)
- Naravni rezervat Vette Feltrine (Riserva naturale Vette Feltrine)
- Naravni rezervat Piazza del Diavolo Monte Faverghera (Riserva naturale Piazza del Diavolo Monte Faverghera)
- Regijski park Ampezzo (Parco naturale regionale delle Dolomiti d'Ampezzo)

Ostala zaščitena področja:
- Mokrišče na Piavi (Riserva naturale Vincheto di Cellarda)
- Naravni rezervat Somadida (Riserva naturale Somadida)
- Naravni rezervat Val Tovanella (Riserva naturale Val Tovanella)
- Naravni rezervat Piaie Longhe - Millifret Riserva naturale integrale Piaie Longhe - Millifret)
- Naravni rezervat Pian di Landro Baldassare (Riserva naturale orientata Pian di Landro Baldassare)

## Zgodovinske zanimivosti
Pod avstrijsko oblastjo (1815–1866) je pokrajina doživela močan porast prebivalstva, kar je v kratkem privedlo do potrebe po
izseljevanju. Avstro-Ogrska je bila v polnem elanu z graditvijo železnic in delovna sila iz Benečije in Furlanije je bila dobrodošla. Belunčani, ki so hodili delat v oddaljene avstrijske dežele, so se imenovali "ezanponàri" in so "hodili na ezanpòn"; ta beseda je pozneje prišla v rabo tudi za vsako vrsto izseljenstva, čeprav je "ezanpòn" bila le popačenka nemške besede eisenbahn (železnica).
Večino ozemlja pokrajine pokriva (od 1818 združena) rimkokatoliška škofija Belluno-Feltre.